# Magnus Ståhl Arkitektbyrå
Magnus Ståhl Arkitektbyrå  är en svensk arkitektbyrå grundad 1995 av arkitekten och ingenjören Magnus Ståhl.
Arkitektkontoret har drivit projekt i Sverige och internationellt, såsom i Los Angeles, Mexiko, Frankrike, Italien, Spanien och Sydafrika. Magnus Ståhl Arkitektbyrå arbetar inom arkitektur, inredning, design, landskapsarkitektur och projektledning. Projekten spänner över offentliga och kommersiella uppdrag samt innefattar privata bostäder.
Magnus Ståhl Arkitektbyrå har sitt kontor på Östermalm i Stockholm. Ståhls verk kan kategoriseras som skandinavisk arkitektur.
Bland verken märks Sicklauddsbron i Hammarbysjöstad, belönad med både Stålbyggnadspriset och European Steel Design Award 2003, inredningsarkitekturen på Nitty Gritty på Södermalm och Haga Forum vid Hagaparkens södra port i Stockholm.
Arkitektbyrån har representerat Sverige på världsutställningen Expo 2008 där arkitektkontoret planerade, projekterade och formgav utställningen.

## Utmärkelser
- Nacka Stadsbyggnadsutmärkelse 2011, nominee, Villa C[6]
- Rödfärgspriset 2008[7]
- Rödfärgspriset 2006[8]
- Rödfärgspriset 2004[9]
- Stålbyggnadspriset 2003[3]
- The European Steel Design Award 2003[4]
- Blueprint Award 2001[10]
- Utmärkt svensk form SRF Hantverk 1996[11]
- Swedish Steel Prize 2001, nominee, Apaté Bridge[12]

## Utställningar
- Main Gallery – 2010 - tills vidare
- Expo Zaragoza 2008[5]
- Nitty Gritty – 2000 - 2004